# 星沙鮻
星沙鮻（学名：Sillago aeolus），又名雜色鱚、沙腸仔，为沙鮻科鱚屬下的一个种。